# Parachtes teruelis
Parachtes teruelis là một loài nhện trong họ Dysderidae.
Loài này thuộc chi Parachtes. Parachtes teruelis được Otto Kraus miêu tả năm 1955.